# 髭黒
髭黒（ひげくろ）とは、源氏物語に登場する架空の人物。鬚黒と表記されることもある。

## 概要
玉鬘に求婚する貴公子の一人として登場する。登場時の官位は右大将。右大臣を父に、朱雀帝の承香殿女御を妹に持つということから血筋には何ら問題はないものの、髭が濃く、色黒な外見（「髭黒」の通称はこれに由来する）や、すでに兵部卿宮の正妻の長女（つまり紫の上の異母姉にあたる）を妻にしており、その妻との間に子もいることなどから玉鬘も養い親の光源氏も乗り気ではなかったが、玉鬘付きの女房をうまく手引きさせて強引に玉鬘を自分のものにしてしまう。
当時は複数の妻を持つこと自体は何の問題も無いとされている時代であり、すでに妻を持ちながら玉鬘を新たな妻として迎えること自体は問題とされることはなかったものの、最初の妻（兵部卿宮の長女）が以前から心に病を抱えていたため、玉鬘を新たな妻に迎えたことで最初の妻との仲が決定的に壊れてしまい、この先妻は娘の真木柱をつれて実家に帰ってしまう。
前述のように玉鬘を妻にした経緯こそ強引ではあったものの、妻とした玉鬘との間には幾人もの子を儲けており、光源氏の五十の賀の際には髭黒と光源氏の養女である玉鬘との間に出来た男子が、光源氏の孫の一人として光源氏の実子である夕霧の長男とともに光源氏の前で舞を舞っているなど光源氏一族との良好な関係を築くのに成功している。以後は今上帝の庇護者となり、右大臣だった父を超えて太政大臣にまで登ることになる。
この髭黒は幻巻と匂宮巻の間の光源氏や頭中将と相前後する時期に死去したと見られるが、紅梅巻では先妻の娘真木柱（最初の夫である蛍兵部卿宮とは死別して紅梅と再婚している）とその娘（髭黒から見ると孫にあたる）「宮の御方」の様子が、また竹河巻では残された妻玉鬘とその子供たちの様子が描かれている。

## 登場する巻
髭黒は典型的な玉鬘系の人物の一人として直接には以下の巻で登場し、本文中ではそれぞれ以下のように表記されている
- 第24帖 胡蝶 右大将、大将
- 第25帖 蛍 右大将
- 第26帖 常夏 大将
- 第29帖 行幸 右大将
- 第30帖 藤袴 大将、君、大将殿
- 第31帖 真木柱 大将、大将殿、殿、男、大将の君、父君、まめ人
- 第34帖 若菜上 大将、左大将、左大将殿
- 第35帖 若菜下 大将、大将の君、左大将、左大将殿、男君、右の大臣、大臣、右大臣殿、右の大臣
- 第36帖 柏木 右の大臣
- 第43帖 紅梅 後の太政大臣
- 第44帖 竹河 殿、大臣、後の大殿、故殿、故大殿、故大臣

## 呼称
「髭黒」という呼称は源氏物語の本文中には現れない。髭が濃く、色黒なことに由来する後世生まれた通称である。平安時代末期の成立と見られる九条家本古系図には「髭黒大臣」との呼称が見られる。その他この人物は「野路大臣」と呼ばれることがあり、紫明抄によれば行成卿自筆本には「野路太政大臣」という記述があったとされているが、この「野路大臣（のぢのおとど）」という呼称については本文中にある「後の大臣（のちのおとど）」を写し誤ったのではないかとする説がある。

## 家系
髭黒の父親は右大臣にまで登った人物であるとされるが、登場までの本文中には一切現れておらず、初登場の時点ですでに死去しているとされる。登場時点での東宮（＝後の今上帝）の母・承香殿女御の兄にあたる。兵部卿宮の長女（紫の上の異母姉にあたる）とはすでに長年連れ添っており、女子（真木柱）と2人の男子をもうけていた。2番目の妻となった玉鬘との間にも大君など3人の男子と2人の女子をもうけた。

## 各巻での活動
登場時32歳から33歳程度。初登場時点の官位は左大将。玉鬘に心寄せる公達の一人として登場する。生真面目で一途な性格だが、複数の妻を平等に扱うことが出来ないなど、平安貴族としては欠点を多く持つ人物とされる。兵部卿宮の長女（紫の上の異母姉にあたる）とは長年連れ添い、子（真木柱、男子2人）ももうけていた。これらの問題から、玉鬘本人も養父の光源氏も玉鬘の結婚相手としては乗り気ではなかった（第24帖 胡蝶）
そのような立場にあったにもかかわらず玉鬘の女房を味方にして玉鬘の寝所に入り込み強引に妻にしてしまう。同人の最初の妻（「鬚黒の北の方」と通称される）は「物の怪憑き」であり発作を起こすことがある。その心の病にも耐え続けてきたが、玉鬘を見初め強引に関係を持ち妻に迎えてしまったために最初の妻との亀裂が決定的なものとなり、この妻は娘の真木柱と共に実家に戻ってしまった。（第31帖 真木柱）
今上帝が即位すると、すでに死去していた今上帝の外祖父（髭黒の父）に代わり、今上帝の後見として太政大臣まで出世した。
後に玉鬘との間にも大君など3人の男子と2人の女子をもうけたが、本人は光源氏、頭中将などとともに幻巻と匂宮巻の間で死去している。（第44帖 竹河）